# العلاقات البرتغالية الباكستانية
العلاقات البرتغالية الباكستانية هي العلاقات الثنائية التي تجمع بين البرتغال وباكستان.

## مقارنة بين البلدين
هذه مقارنة عامة ومرجعية للدولتين:
| وجه المقارنة                                              | البرتغال                                                  | باكستان                     |
| --------------------------------------------------------- | --------------------------------------------------------- | --------------------------- |
| المساحة (كم2)                                             | 92.21 ألف                                                 | 881.91 ألف                  |
| عدد السكان (نسمة)                                         | 10.60 مليون                                               | 197.02 مليون                |
| الكثافة السكانية (ن./كم²)                                 | 114.95                                                    | 223.4                       |
| العاصمة                                                   | لشبونة                                                    | إسلام آباد                  |
| اللغة الرسمية                                             | اللغة البرتغالية، اللغة الميراندية                        | لغة إنجليزية، اللغة الأردية |
| العملة                                                    | يورو، اسكودو برتغالي                                      | روبية باكستانية             |
| الناتج المحلي الإجمالي (بليون دولار)                      | 217.57 مليار                                              | 304.95 مليار                |
| الناتج المحلي الإجمالي (تعادل القوة الشرائية) بليون دولار | 307.82 مليار                                              | 946.67 مليار                |
| الناتج المحلي الإجمالي الاسمي للفرد دولار أمريكي          | 19.22 ألف                                                 | 1.43 ألف                    |
| الناتج المحلي الإجمالي للفرد دولار أمريكي                 | 28.76 ألف                                                 | 4.81 ألف                    |
| مؤشر التنمية البشرية                                      | 0.830                                                     | 0.538                       |
| رمز المكالمات الدولي                                      | +351                                                      | +92                         |
| رمز الإنترنت                                              | .pt                                                       | .pk                         |
| المنطقة الزمنية                                           | توقيت غرب أوروبا، توقيت غرب أوروبا الصيفي، أوروبا/لشبونة ‏ | ت ع م+05:00                 |

## منظمات دولية مشتركة
يشترك البلدان في عضوية مجموعة من المنظمات الدولية، منها:
| علم المنظمة | اسم المنظمة                               | تاريخ انضمام البرتغال | تاريخ انضمام باكستان |
| ----------- | ----------------------------------------- | --------------------- | -------------------- |
|             | بنك التنمية الآسيوي                       | 2002                  | 1966                 |
|             | يونسكو                                    | 11 مارس 1965          | 14 سبتمبر 1949       |
|             | وكالة ضمان الاستثمار متعدد الأطراف        | 6 يونيو 1988          | 12 أبريل 1988        |
|             | الأمم المتحدة                             | 14 ديسمبر 1955        | 30 سبتمبر 1947       |
|             | الفريق المعني برصد الأرض                  | ?                     | ?                    |
|             | الاتحاد البريدي العالمي                   | ?                     | ?                    |
|             | البنك الدولي للإنشاء والتعمير             | 29 مارس 1961          | 11 يوليو 1950        |
|             | المنظمة الهيدروغرافية الدولية             | ?                     | ?                    |
|             | الاتحاد الدولي للاتصالات                  | 1866                  | 26 أغسطس 1947        |
|             | منظمة حظر الأسلحة الكيميائية              | ?                     | ?                    |
|             | مؤسسة التمويل الدولية                     | 8 يوليو 1966          | 20 يوليو 1956        |
|             | المركز الدولي لتسوية المنازعات الاستشارية | 1 أغسطس 1984          | 15 أكتوبر 1966       |
|             | منظمة التجارة العالمية                    | ?                     | ?                    |
|             | منظمة الشرطة الجنائية الدولية             | ?                     | ?                    |

## أعلام
هذه قائمة لبعض الشخصيات التي تربطها علاقات بالبلدين:
- ديلشاد فادساريا (ممثلة أمريكية، 14 سبتمبر 1985 – )

## وصلات خارجية
- موقع وزارة الخارجية البرتغالية
- موقع وزارة الخارجية الباكستانية